# União das Freguesias de Guisande e Oliveira (São Pedro)
Die União das Freguesias de Guisande e Oliveira (São Pedro) ist eine portugiesische Gemeinde (Freguesia) im Kreis (Concelho) Braga, Distrikt Braga, im Nordwesten Portugals.

## Geschichte
Die Gemeinde entstand im Zuge der Gebietsreform vom 29. September 2013 durch die Zusammenlegung der ehemaligen Gemeinden Guisande und São Pedro de Oliveira.
Guisande wurde Sitz der neuen Verwaltung.

## Demographie

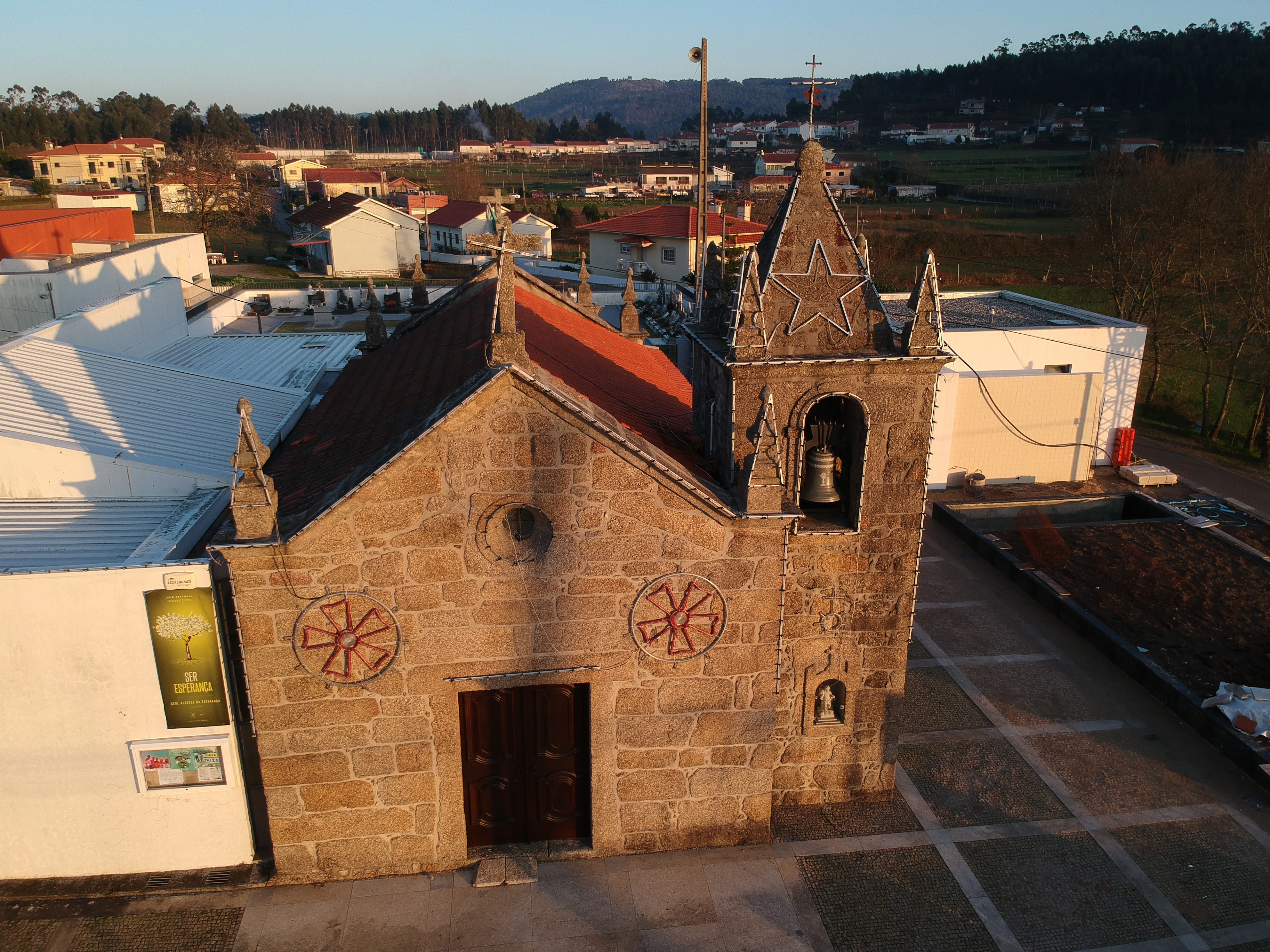
Pfarrkirche von Guisande

| Freguesia | Freguesia                       | Freguesia | Freguesia       | ehemalige Freguesias  | ehemalige Freguesias | ehemalige Freguesias | ehemalige Freguesias |
| --------- | ------------------------------- | --------- | --------------- | --------------------- | -------------------- | -------------------- | -------------------- |
| Wappen    | Freguesia                       | Einwohner | Fläche in (km²) | Wappen                | Freguesia            | Einwohner            | Fläche in (km²)      |
|           | Guisande e Oliveira (São Pedro) | 1072      | 4,71            |                       | Guisande             | 538                  | 2,47                 |
|           | Guisande e Oliveira (São Pedro) | 1072      | 4,71            | São Pedro de Oliveira | 507                  | 2,24                 |                      |